# Phạm Hồng Nam
Phạm Hồng Nam (sinh ngày 7 tháng 4 năm 1996) tại Thành phố Hà Nội, là một vận động viên cầu lông Việt Nam.
Phạm Hồng Nam học tại Trường Phổ thông Năng khiếu TDTT Hà Nội. Anh tập luyện tại Đội tuyển Cầu lông Ciputra Hà Nội.
Phạm Hồng Nam đã thu về tổng cộng 30 huy chương các loại. Tính đến thời điểm tháng 5 năm 2017, anh đã có giải thưởng Vô địch đôi nam các CLB toàn quốc 2013, Vô địch giải trẻ toàn quốc vào năm 2010.
Tháng 5 năm 2017, anh cùng đội tuyển cầu lông Việt Nam (bao gồm Nguyễn Tiến Minh, Vũ Thị Trang, Phạm Hồng Nam, Đỗ Tuấn Đức, Phạm Như Thảo, Nguyễn Thùy Linh) tham gia giải đấu Sudirman Cup 2017 và ĐT cầu lông Việt Nam đứng thứ nhất của nhóm 2, và xếp hạng 13 chung cuộc.

## Thành tích

### BWF International Challenge/Series
Men's Doubles
| Năm  | Giải                         | Người đánh cặp | Đối thủ                               | Tỉ số               | Kết quả |
| ---- | ---------------------------- | -------------- | ------------------------------------- | ------------------- | ------- |
| 2016 | Vietnam International Series | Đỗ Tuấn Đức    | Goh Sze Fei Nur Izzuddin Mohd Rumsani | 17-21, 21-19, 22-20 | Vô địch |
| 2016 | Portugal International       | Đỗ Tuấn Đức    | Ong Yew Sin Teo Ee Yi                 | 17-21, 22-24        | HCB     |
| 2013 | Hellas International         | Đỗ Tuấn Đức    | Nikolaj Nikolaenko Nikolai Ukk        | 14-21, 16-21        | HCB     |

     Giải thuộc BWF International Challenge
     Giải thuộc BWF International Series
     Giải thuộc BWF Future Series

## Thành tích
HC Bạc đôi nam giải Hy Lạp mở rộng 2013
HC Đồng đôi nam, đồng đội nam giải HSSV Đông Nam Á 2013
HCV đôi nam giải các CLB toàn quốc 2013
HCB đôi nam giải vô địch quốc gia năm 2015
HCB đôi nam nữ giải vô địch quốc gia năm 2015
HCV đôi nam giải các cây vợt xuất sắc toàn quốc năm 2015
HCB đôi nam nữ giải các cây vợt xuất sắc toàn quốc năm 2015
HCV đồng đội nam nữ toàn quốc năm 2015
HCB đôi nam giải Bồ Đào Nha mở rộng năm 2016
Vô địch giải Cầu Lông-Cup Li-Ning năm 2017.